# Grant Awakian
Grant Awakian (orm. Հրանտ Ավագյան, ros. Грант Арсенович Авакян; ur. 15 października 1924 w Baku, zm. 28 lutego 2017 w Krasnodarze) – radziecki wojskowy, pułkownik, Bohater Związku Radzieckiego (1946).

## Życiorys
Urodził się w ormiańskiej rodzinie robotniczej. Do 1941 skończył 10 klas, w listopadzie 1941 został powołany do Armii Czerwonej, od sierpnia 1942 uczestniczył w wojnie z Niemcami, uczył się w Szkole Wojskowo-Morskiej w Baku. Od listopada 1942 był żołnierzem kompanii w 34 Samodzielnej Brygady Piechoty w Północnej Grupie Wojsk Frontu Zakaukaskiego, od stycznia 1943 walczył na Froncie Północno-Kaukaskim, od sierpnia do października 1943 na Południowym, od października 1943 do marca 1944 na 4 Ukraińskim, od marca do października 1944 na 3 Ukraińskim, potem na 1 Białoruskim. Brał udział w bitwie o Kaukaz, operacji melitopolskiej, odeskiej, jassko-kiszyniowskiej i wiślańsko-odrzańskiej. W 1943 został komsorgiem (organizatorem komsomolskim) batalionu piechoty 1054. pułku piechoty 301 DS w składzie 5 Armii Uderzeniowej w stopniu sierżanta, później otrzymał stopień porucznika. W kwietniu 1945 wyróżnił się podczas operacji berlińskiej, w walkach o stację kolejową Werbig w mieście Seelow, gdy wrzucił trzy granaty do zajmowanego przez niemieckich żołnierzy domu, po czym otworzył do nich ogień i zadał duże straty. W walkach ulicznych w Berlinie 24 kwietnia został ciężko ranny. Po wojnie został sekretarzem biura Komsomołu pułku piechoty w Grupie Wojsk Radzieckich w Niemczech, w 1947 ukończył kursy oficerów politycznych, w 1953 Akademię Wojskowo-Polityczną im. Lenina, a w 1972 wyższe kursy akademickie. W 1945 został członkiem WKP(b). Od 1953 do 1959 był zastępcą dowódcy pułku ds. politycznych w Zakaukaskim i Północnokaukaskim Okręgu Wojskowym, później zastępcą szefa i szefem wydziału politycznego dywizji piechoty Północnokaukaskiego Okręgu Wojskowego, a 1968-1973 I zastępcą szefa wydziału politycznego armii pancernej w Grupie Wojsk Radzieckich w Niemczech. W latach 1973–1985 był szefem wydziału politycznego Zjednoczonej Szkoły Wojskowej w Odessie, potem wyższej szkoły wojskowej w Baku, w 1985 został zwolniony do rezerwy w stopniu pułkownika. Mieszkał w Baku, podczas konfliktów etnicznych między Ormianami a Azerami w styczniu 1990 był zmuszony opuścić miasto wraz z rodziną i przeniósł się do Groznego. Wkrótce potem ponownie znalazł się w grupie uchodźców i udał się do Korienowska, a stamtąd do Krasnodaru.

## Odznaczenia
- Złota Gwiazda Bohatera Związku Radzieckiego (15 maja 1946)
- Order Lenina (15 maja 1946)
- Order Czerwonego Sztandaru (10 lutego 1945)
- Order Wojny Ojczyźnianej I klasy (11 marca 1985)
- Order Wojny Ojczyźnianej II klasy (9 lutego 1944)
- Order Czerwonej Gwiazdy (trzykrotnie, 20 września 1944, 30 grudnia 1956 i 31 października 1967)
- Order „Za służbę Ojczyźnie w Siłach Zbrojnych ZSRR” III klasy (15 lutego 1979)
- Medal „Za odwagę” (1 maja 1943)
- Medal Za Zasługi Bojowe (13 czerwca 1952)
- Medal „Za zdobycie Berlina” (1945)

I inne medale.